# Fuku Fuku Nyanko
Fuku Fuku Nyanko（ふくふくにゃんこ）は、ライザップ傘下の株式会社HAPiNS（）による猫のキャラクターである。

## 概要
お客様を幸せにするという会社の理念から、福を招く招き猫という連想で誕生したキャラクター。
RIZAP買収前でPASSPORT時代の、2015年9月に商品化された。当時は、他の動物のキャラクターがメインで、猫自体はサブキャラクターだったという。しかし、商品化2年目の2016年度に4億3000万円を売り上げた。3年目の2017年度に、キャラクター商品の売り場面積の減少の煽りを受け、販売停止したものの、販売現場と顧客の声で復活が決まっている。
2018年度の関連商品売上高は8億円。当時のHAPiNSの1割近くを占める売上高を記録しており、2019年9月の時点で、クッションやブランケットなど120種類の商品展開がされている。
Instagramの配信を月1回行っており、2022年2月当時に平均視聴者1,000人を記録していると、HAPiNSの企画担当者が語っている。

## キャラクターラインナップ
2019年ごろは5匹（ミケランジェロ、チャチャ丸、ハッチ、サバ太、クロ助）だったが、後に3匹（しろたまちゃん、スコア、シャーシャ）が追加となり、2021年年末頃から8匹のラインナップで商品展開している。
ハッチ
ハチワレネコ。出身地は島。好きなものはカニカマで、カニカマはカニであると信じている。方向音痴でありすぐに迷子になるが、チャチャ丸(後述)によって助けられる。
ミケランジェロ
ミケネコ。出身はイタリア。ムードメーカーでありトラブルメーカーでもある。チーズにぼしを好む。島に温泉を作ることが夢である。
チャチャ丸
チャトラネコ。出身地は日本。幻の泳ぐたい焼きを探していて、島についてしまった強者で、たい焼きが大好物である。迷子になったハッチを野生のカンで見つけ出すことができる。
サバ太
サバトラネコ。出身地は日本。パンを好む。チャチャ丸の生き別れの弟で、兄を探している。実は島でともに暮らしているのであるが、兄の顔を忘れてしまっており、ともに暮らしていることに気づいていない。また、歌うことが大好きで、2020年のクリスマスにはマイクをプレゼントしてもらい喜んでいる姿がイラストで確認できる。
クロ助
クロネコ。出身地はアメリカとされているが「？」がついている。ピザが好き。忍者になるために夜な夜なトレーニングをしており、コアラのお人形が相棒である。
しろたまちゃん
白猫。雌の子猫であり、ミルクを好む。出身地不明。甘えん坊で、一番最初に出会ったミケランジェロによく懐いている。
スコア
スコティッシュフォールド。出身地はイギリスであり、ツナ缶を好む。島に来るまで外に出たことがなかった箱入りムスメで、幼馴染のシャーシャと島に来る道のりで一生分の運動をしたと思っている。怖いもの知らずで細かいことは気にしない。ピアノが得意。
シャーシャ
シャム猫。面倒見のいいおしゃれ好きな雌。出身地はフランスであり、くりを好む。前述の通り、幼馴染のスコアとともに島に来た。心配性な一面があり、あわあわしてぐるぐる目を回す。ちから強め。木登りと料理が好き。

## 書籍

### 絵本
- ふくふくにゃんこ にゃんこたちのしあわせな島のものがたり（2021年4月5日、文芸社）[1] ISBN 978-4-28-621982-0